# Wanda (film)
Wanda är en amerikansk independentfilm från 1970 i regi av Barbara Loden.
Wanda är gjord under den tid då road-movies var en trend i USA, men Barbara Lodens road-movie bär inte på den frihetskänsla och de äventyr som präglar majoriteten av denna sortens film. Den nyligen frånskilda arbetarkvinnan Wanda Goransky som blivit själsligt och kroppsligt avtrubbad under sitt tidigare liv genomför i filmen en förvirrad resa med en okänd man i största passivitet.
Filmen är inspelad på det mindre 16mm-formatet (35mm är det vanliga filmformatet), den innehåller många handkameratagningar och scener gjorda i befintligt ljus. Skådespeleriet är naturligt och ger tillsammans med det ”osköna” kameraarbetet en trovärdighet till historien. Filmen blev mycket uppskattad av de amerikanska kritikerna och vann den Internationella juryns pris vid filmfestivalen i Venedig 1970.

## Rollista i urval
- Barbara Loden – Wanda Goransky
- Michael Higgins – Norman Dennis
- Dorothy Shupenes – Wandas syster
- Peter Shupenes – Wandas svåger
- Marian Thier – Miss Godek
- M.L. Kennedy – Domaren
- Milton Gittleman – Fabriksägaren
- Lila Gittleman – hans fru
- Arnold Kanig – Handelsresande